# Mannárský záliv
Mannárský záliv (hindsky मन्नार की खाड़ी, Mannára kí Khárí, sinhálsky මන්නාරමි ‌බොක්ක, Mannaram Bokka, tamilsky மன்னார் வளைகுடா, Mannar Wirikuda) je záliv Indického oceánu ležící mezi Indickým poloostrovem (přesněji státem Tamilnádem) a Srí Lankou. Je součástí Lakadivského moře, jehož zbytek leží západně. Na severovýchodě sousedí přes Adamův most a Palkův průliv s Bengálským zálivem. Na jihu sousedí s otevřeným Indickým oceánem.